# Anna Gawęcka
Anna Gawęcka z d. Sołodkowicz (ur. 15 lutego 1984 w Gdańsku) – polska siatkarka, grająca na pozycji przyjmującej. Wychowanka klubu Gedania Gdańsk. Od sezonu 2018/2019 występuje w drużynie Wisła Warszawa.
Żona piłkarza ręcznego Pawła Gawęckiego.

## Sukcesy klubowe
Mistrzostwa Polski Młodziczek:
- 1999

Mistrzostwa Polski Kadetek:
- 1999
- 2000, 2002

Mistrzostw Polski Juniorek:
- 2002
- 2001

Mistrzostwa Polski Juniorek Starszych:
- 2003

Akademickie Mistrzostwo Europy:
- 2004